# Documento nacional de identidad (Argentina)
In Argentina, il Documento Nacional de Identidad (DNI) è il documento principale di identificazione in possesso di ogni cittadino argentino e degli stranieri con domicilio nel territorio del paese. Viene rilasciato dal Registro Nazionale delle Persone (RENAPER) al momento della nascita di una persona, successivamente deve essere aggiornato all'età di 5 e 14 anni e ogni quindici anni al raggiungimento della maggiore età.
Il suo formato e utilizzo sono regolamentati dalla legge 17.671 sull'identificazione, registrazione e classificazione del potenziale umano nazionale, promulgata il 29 febbraio 1968, con la quale sono stati sostituiti i Libretti di Arruolamento (LE), rilasciati agli uomini in occasione del servizio militare obbligatorio, e i Libretti Civili (LC), consegnati alle donne al compimento dei 18 anni di età.
I DNI sono emessi presso gli "Uffici Anagrafici" di ogni località dell'Argentina e presso ciascuno dei cosiddetti "Centro di Documentazione Rapida" (CDR). Inoltre, è possibile ottenerli all'estero. Gli stranieri richiedono il loro primo DNI presso l'Immigrazione.
È importante notare che tutti i Documenti Nazionali di Identità emessi dal Registro Nazionale delle Persone prima dell'entrata in vigore del nuovo sistema mantengono la loro validità fino al 31 marzo 2017, e le persone di età superiore ai 75 anni sono esentate dal rinnovarli. Quindi, LE, LC, i vecchi DNI con copertine verdi, le Carte d'Identità o i documenti precedenti rimasero validi fino a tale data. A partire dal 1º aprile 2017, per le persone di età inferiore ai 75 anni, il DNI cartaceo è l'unico tipo di documento d'identità valido.
Nel 2020, il DNI argentino è stato rinnovato con una mappa bicontinentale che mostra l'Antartide argentina.
Da dicembre 2023 è biometrico.

## Formato e parte del DNI

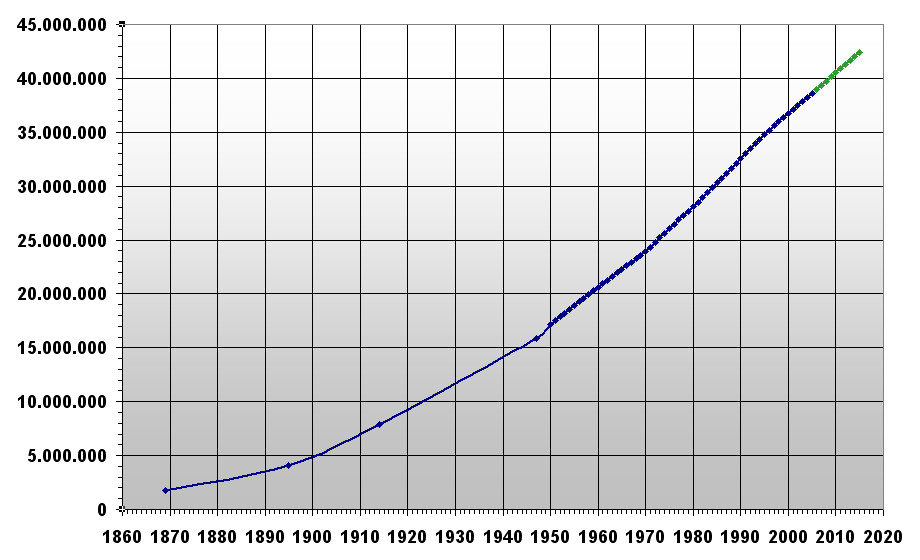
Crescita popolare di Argentina tra 1869 e 2015.

Durante la gestione del Ministro dell'Interno Florencio Randazzo è stato introdotto quello che sarebbe stato conosciuto come il NUOVO DNI dell'Argentina. Questo tipo di DNI è stato iniziato a rilasciare a partire dal 4 novembre 2009, tramite la Risoluzione 1800/2009, inizialmente in formato libretto (insieme alla credenziale), poi abolito nel maggio 2012. La produzione del documento è stata assunta dallo Stato argentino, con significativi miglioramenti rispetto al vecchio modello di produzione (scandalo delle tangenti di Siemens AG in Argentina). Sono state digitalizzate più di 50 milioni di schede di identificazione delle persone, migliorando la forma e la distribuzione in tutto il paese con un nuovo e unico modulo (in formato cartaceo ed elettronico) che sostituisce i numerosi moduli precedenti. Sono state migliorate anche le modalità di elaborazione delle richieste e l'inserimento dei dati nel RENAPER, oltre alla qualità e alla sicurezza del DNI. Sono stati ridotti i tempi di comunicazione delle novità alla Giustizia Elettorale e le incongruenze o ridondanze dei dati nel processo di verifica e identificazione. La verifica delle impronte digitali viene effettuata in modo completamente digitale da personale tecnico specializzato dell'organismo, confrontando le impronte digitali digitalizzate della scheda d'identificazione del cittadino con le impronte digitali del modulo elettronico corrispondente alla richiesta di un nuovo esemplare. Una volta completata la procedura per il DNI, la persona può riceverlo a casa entro un massimo di 10 giorni per i residenti nella città e nella regione metropolitana di Buenos Aires e in altri cinque giorni per il resto del paese. I DNI dei cittadini di età superiore ai 14 anni, argentini o stranieri, hanno una validità di 15 anni dalla data di emissione, quindi, una volta scaduto tale periodo, devono essere rinnovati.
Il DNI è stato progettato per un uso quotidiano al fine di evitare problemi alle persone che smarriscono il loro unico DNI. Veniva rilasciato a tutti i cittadini argentini o stranieri con residenza permanente di età superiore ai 16 anni (l'antica validità dei DNI rilasciati ai neonati), anche se la libretta è stata abolita il 21 maggio 2012, il suo rilascio è iniziato ad essere unico per tutti, compresi i neonati.

### Misure
Le dimensioni del DNI argentino sono standard ISO ID-1: 8,60 cm di larghezza per 5,38 cm di altezza.

### Primo lato
Il fronte del DNI presenta il numero identificativo stampato con laser, la foto, il cognome, il nome, il numero di documento, la nazionalità, il sesso, la data di emissione e di scadenza del DNI, la firma e il codice di identificazione digitale. Come elementi di sicurezza sono presenti immagini di variazioni ottiche, un'immagine latente, sfondi numismatici e sfondi guilloché (basati principalmente sul secondo lato dei vecchi DNI Libretta rilasciati in formato carta).

### Secondo lato
Nel secondo lato si trova il codice di identificazione digitale (codice a barre PDF417), l'indirizzo, la data e il luogo di nascita e l'impronta digitale del pollice. Come elementi di sicurezza sono presenti:
- Nanotesti con il nome, il cognome, il numero di documento e la nazionalità della persona.
- Sfondi numismatici.
- Immagine fotografica della persona in monocromia modulata in guilloché.
- Immagine del territorio argentino in inchiostro OVI.

## Tipi di DNI

### DNI minore di 14 anni
Questo DNI ha due stati: dal momento della nascita fino ai 5-8 anni e da quell'età fino ai 14 anni. In precedenza, fino al 1º novembre 2012, l'aggiornamento a 14 anni doveva essere effettuato a 16 anni; tuttavia, la modifica della legge elettorale argentina, con l'implementazione del voto facoltativo per i giovani di 16-17 anni, ha reso necessario ridurre l'età di aggiornamento a 14 anni (due anni prima di poter votare, per l'iscrizione nell'elenco elettorale).

#### Primo DNI
Questo è il primo documento emesso dal RENAPER. Fisicamente era identico al DNI definitivo, con l'unica differenza che sulla copertina era presente la scritta "Minore di 16 anni" (nel formato libretto, ora abolito, e quando questi DNI avevano ancora una validità di 16 anni). Non conteneva una fotografia né l'impronta digitale del pollice destro fino all'aggiornamento a 5/8 anni; tuttavia, dalla sua emissione nel 2012 solo in formato di carta, questi elementi sono presenti. Inoltre, attualmente, a causa della modifica della legge elettorale argentina, questi DNI vengono emessi con una validità fino ai 14 anni, anziché fino ai 16 anni.
La richiesta di questo documento può essere effettuata da uno o da entrambi i genitori legali e deve essere presentata presso il Registro Civile o il Centro di Gestione e Partecipazione corrispondente al domicilio dei genitori legali o presso l'unità sanitaria o l'ospedale dove è avvenuto il parto (se offrono questo servizio). Per ottenere il documento, è necessario fornire il seguente:
- Certificato medico originale con il timbro del professionista firmatario o Certificato di Nato Vivo rilasciato da un ospedale o una clinica.

Chi può registrare una nascita:
- Genitori legalmente sposati: In questo caso, uno dei coniugi può registrare la nascita, presentando il proprio DNI, la Libretta Civica o la Libretta di Arruolamento, la Libretta o l'Atto di Matrimonio e il Certificato Medico di Nascita.
- Genitori legalmente non sposati: In questo caso, entrambi i genitori legali devono registrare la nascita, presentando il proprio DNI, la Libretta Civica o la Libretta di Arruolamento e il Certificato Medico di Nascita.

Se uno dei genitori legali non dispone di un documento d'identità, è necessario che due testimoni maggiorenni di età superiore ai 21 anni si presentino per attestare l'identità dei genitori legali. Se i genitori sono sposati, è anche possibile registrare la nascita attraverso il servizio offerto dalle strutture sanitarie che lo consentono.

#### Aggiornamento del primo DNI
Quando il bambino raggiunge l'età scolare, ossia dai 5 anni fino a compiere gli 8 anni inclusi, è necessario effettuare la prima aggiornamento del DNI del neonato.
Questa aggiornamento consiste nell'inserire la foto, l'impronta digitale del pollice destro e la firma del bambino. Per effettuare questa aggiornamento, il minore deve essere accompagnato dal suo/i genitore/i legale/i presso il Registro Civile più vicino al proprio domicilio (naturalmente può essere richiesto anche presso le sedi dirette del RENAPER). È importante notare che il DNI deve essere in perfette condizioni d'uso; in caso contrario, sarà necessario richiederne uno nuovo e successivamente procedere con l'aggiornamento corrispondente.
Il minore deve presentare l'Atto di Nascita (originale e fotocopia) aggiornato con meno di 6 mesi dalla sua emissione e due foto aggiornate (con le caratteristiche menzionate all'inizio).

### DNI esemplare A
Il DNI Originale è il documento che, almeno in teoria, accompagna la persona per il resto della sua vita. Tuttavia, in caso di furto, smarrimento, distruzione o se è in cattive condizioni, dovrà essere richiesto un nuovo esemplare. Il termine "originale" si riferisce al fatto che è il primo documento definitivo emesso alla persona.
Una volta compiuti i 14 anni, il minore deve recarsi, senza necessità dei suoi genitori legali, presso la sede più vicina del Registro Civile (o Registro Nazionale delle Persone) e richiedere il suo DNI definitivo. Questo aggiornamento comporta la creazione di un nuovo esemplare che diventerà il "Documento di Identità" della persona. Inoltre, i dati del richiedente vengono comunicati alla Cámara Nacional Electoral per l'inclusione nel Registro Elettorale. Quando si riceve il nuovo documento o quando scade la data di scadenza indicata nello stesso documento, il DNI "minore di 14 anni" (o 16 anni, in base alla riforma della legge elettorale) perde la sua validità; in passato il documento precedente veniva distrutto, ma attualmente il titolare può conservare il suo vecchio DNI.
Al momento del completamento della procedura, viene emesso un certificato di "Documento in corso di emissione" che contiene i dati personali, il quale verrà consegnato al servizio postale una volta ricevuto il DNI presso il domicilio del richiedente. Nel caso in cui il cittadino fosse identificato con una Libreta de Enrolamiento (per gli uomini) o una Libreta Cívica (per le donne), al momento del cambio riceverà un DNI Originale che conserverà lo stesso numero delle rispettive librette. Le Libretas de Enrolamiento venivano rilasciate agli uomini in occasione del servizio militare obbligatorio, mentre le Libretas Cívicas venivano consegnate alle donne al raggiungimento della maggiore età.
È importante sottolineare che coloro che possiedono LE o LC o un DNI in formato libretto sono tenuti a cambiarlo con un DNI entro il 31 dicembre 2014. (Questa disposizione è stata prorogata fino a luglio 2015 per le persone di età superiore ai 75 anni i documenti precedenti manterranno la loro validità).
Nel caso in cui i cittadini siano identificati con LE o LC al momento del cambio (canje), riceveranno un DNI Originale che manterrà lo stesso numero delle rispettive librette. Per effettuare il canje di LE o LC con il DNI, è necessario presentare la propria libretta presso una delle sedi dirette del RENAPER o un'agenzia autorizzata del Registro Civile.

#### DNI esemplare B e successivi
Se il Documento di Identità Originale fosse oggetto di furto, rapina, smarrimento, distruzione o deterioramento, dovrà essere richiesto un nuovo esemplare, senza la necessità di presentare alcun requisito, presso il Registro Civile più vicino al proprio domicilio o presso le sedi del RENAPER.

#### DNI per Stranieri
Il DNI per stranieri è assegnato agli stranieri con residenza permanente in Argentina. In passato, il suo formato era simile, ma il colore della copertina variava (era bordeaux) e recava l'iscrizione "Extranjero". Inoltre, l'ordine e la disposizione delle pagine erano diversi.
Attualmente, a causa dell'eliminazione del DNI in formato libretto, i DNI per stranieri sono molto simili a quelli per i cittadini argentini; tuttavia, contengono informazioni sulla permanenza della persona nel paese, una scritta in rosso che dice "extranjero" e il numero di identificazione che inizia con il 9. Tuttavia, è previsto che questa disposizione del RENAPER cambi e che i DNI per argentini ed stranieri siano praticamente identici.
I tipi di DNI per stranieri sono gli stessi dei cittadini argentini, ossia per i minori di 14 anni, per i maggiori di 14 anni con esemplare "A", esemplare "B" e altri esemplari.

## Generazioni di DNI
Las prime generazioni dei DNI emessi differivano notevolmente dagli attuali. Innanzitutto, la disposizione dei dati sulla prima e sulla seconda faccia non era perpendicolare all'apertura come lo è ora, e non avevano il sigillo protettivo sulla prima faccia, cioè quella contenente la foto. Le misure di sicurezza del documento erano limitate ai sigilli ufficiali che poteva contenere. Le pagine non avevano filigrane né filamenti fosforescenti, caratteristici di una banconota.
Le generazioni successive hanno gradualmente aumentato il numero di elementi di sicurezza.
Le denominazioni dei vecchi esemplari di DNI erano le seguenti:
- DNI Originale (DNI Esemplare A)
- DNI Duplicato (DNI Esemplare B)
- DNI Triplicato (DNI Esemplare C)
- DNI Cuatruplicado (DNI Esemplare D)
- DNI Quintuplicado (DNI Esemplare E)

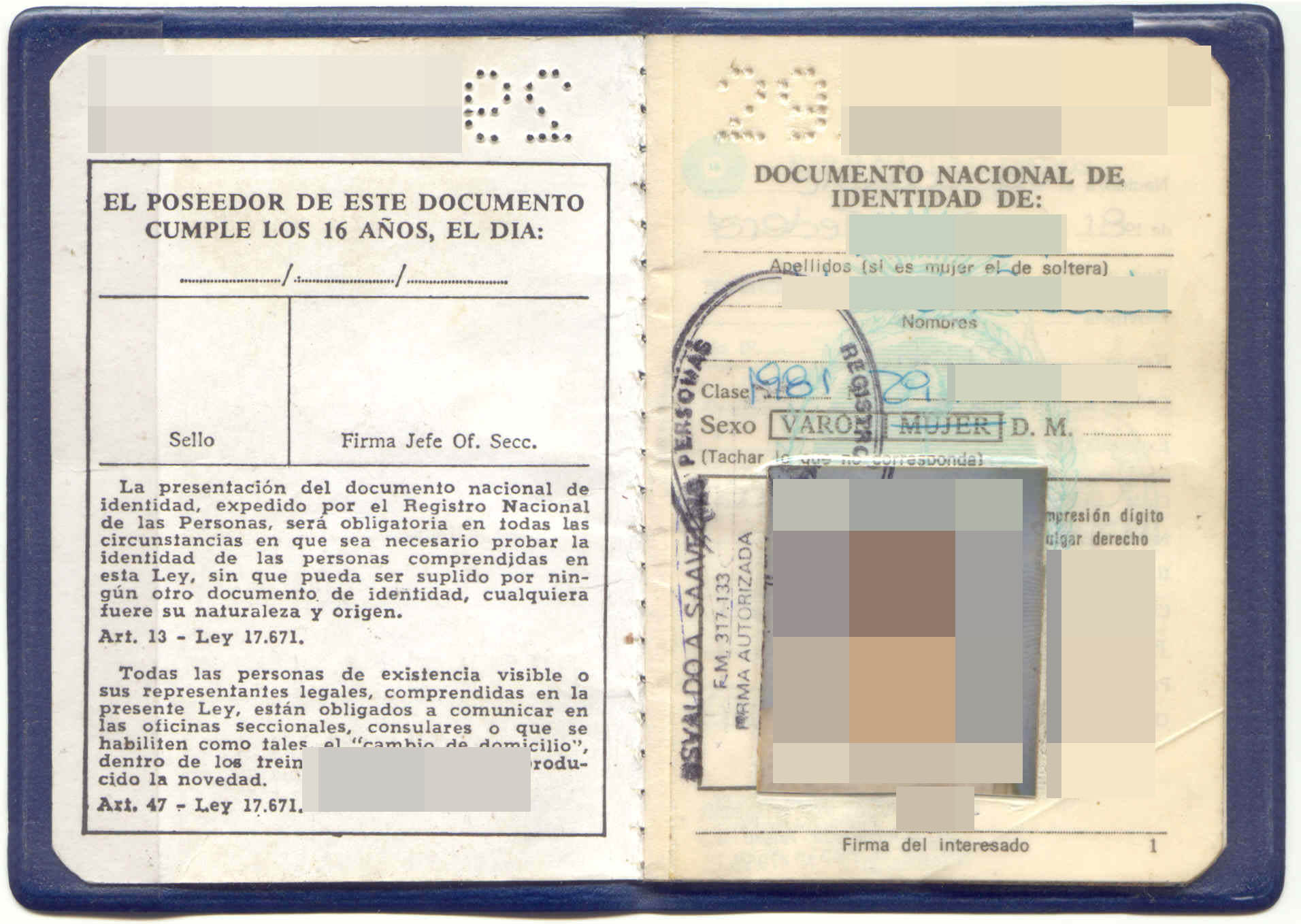
Fotografia 1° foglio (vecchio tipo di taccuino DNI argentino).
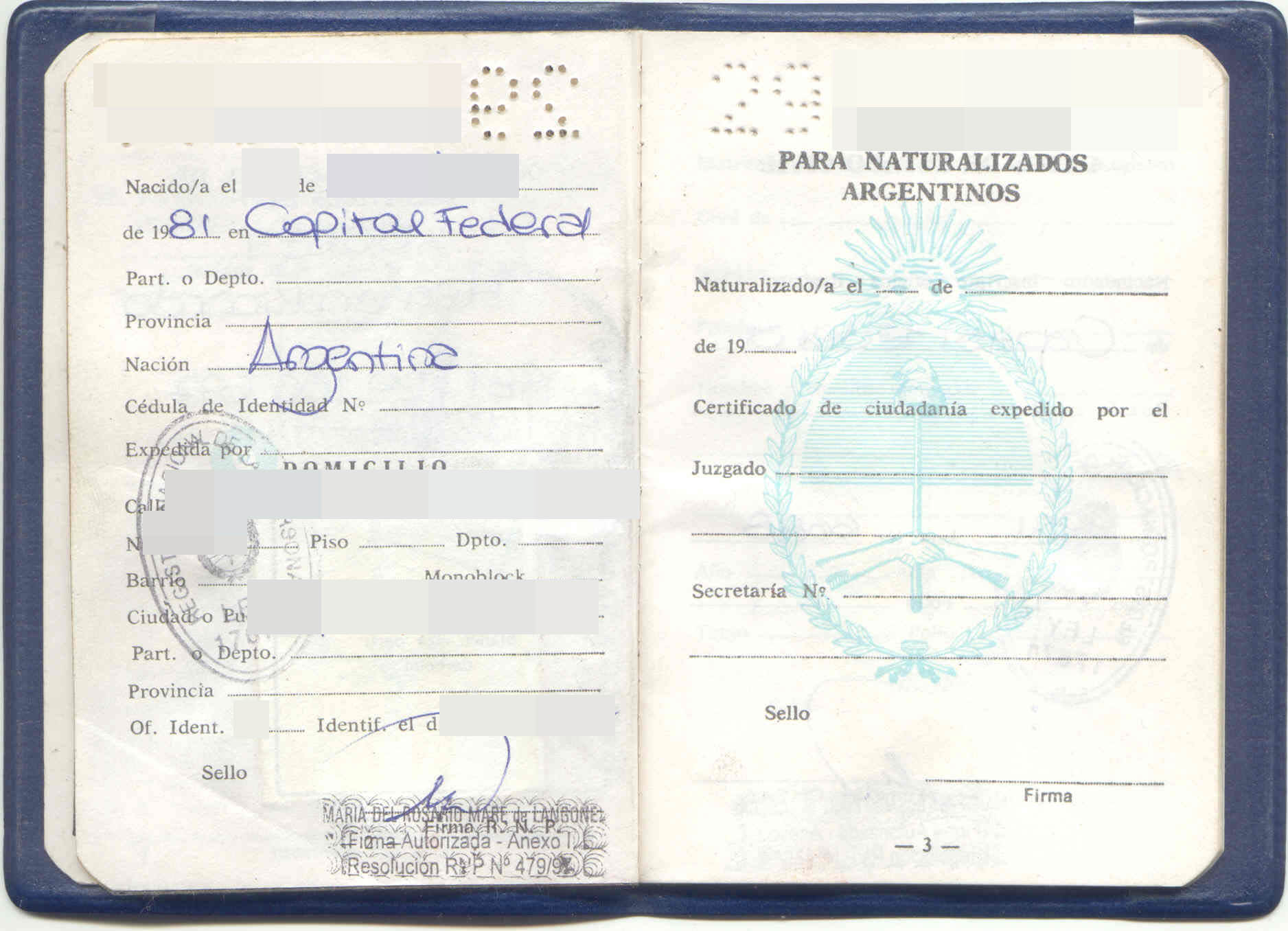
Fotografia 2° e 3° foglio (vecchio tipo di taccuino DNI argentino).
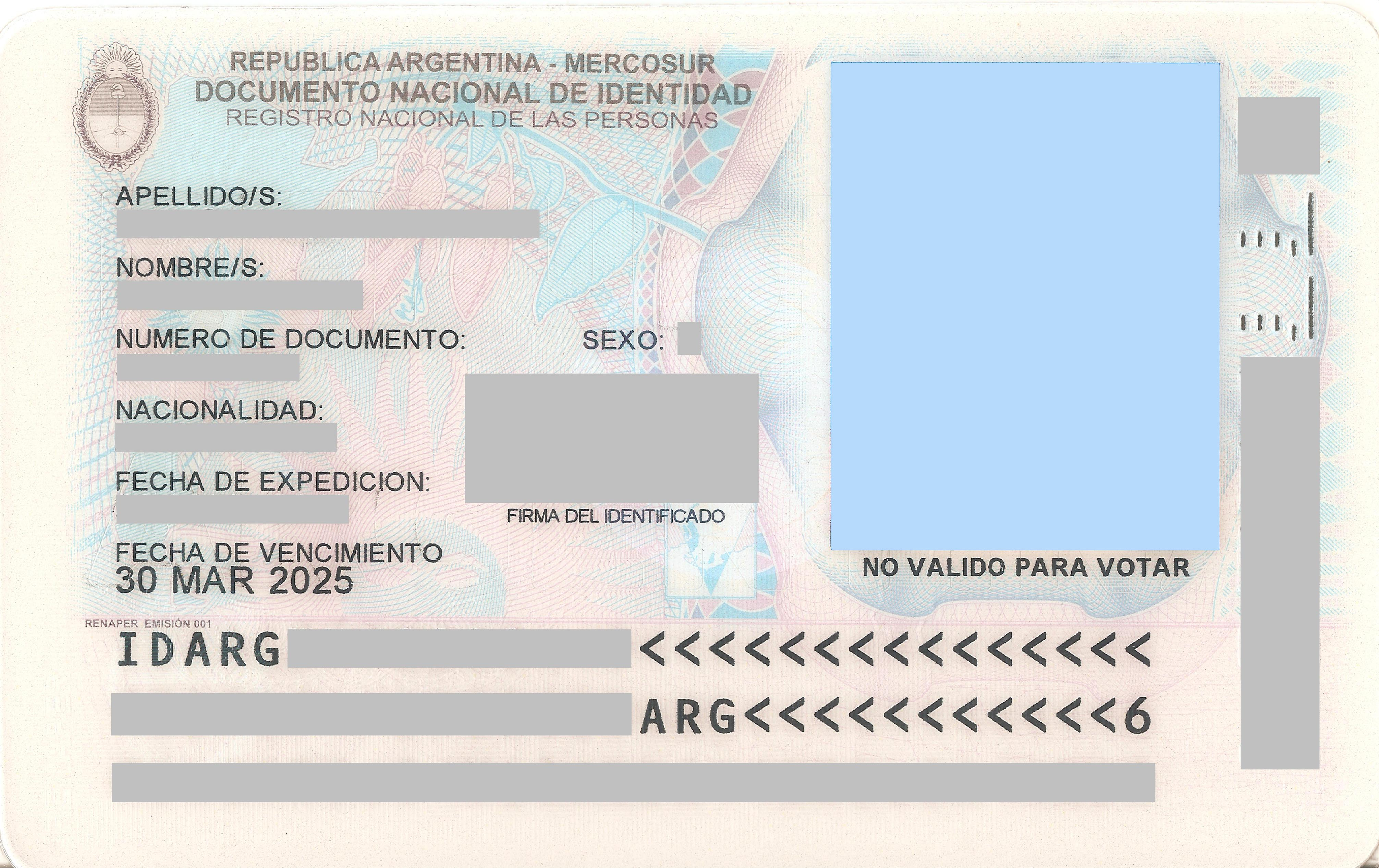
Copertina DNI formato tessera, vecchio design (2009-2012). Questa carta era accompagnata dalla carta d'identità cancellata nel 2012.
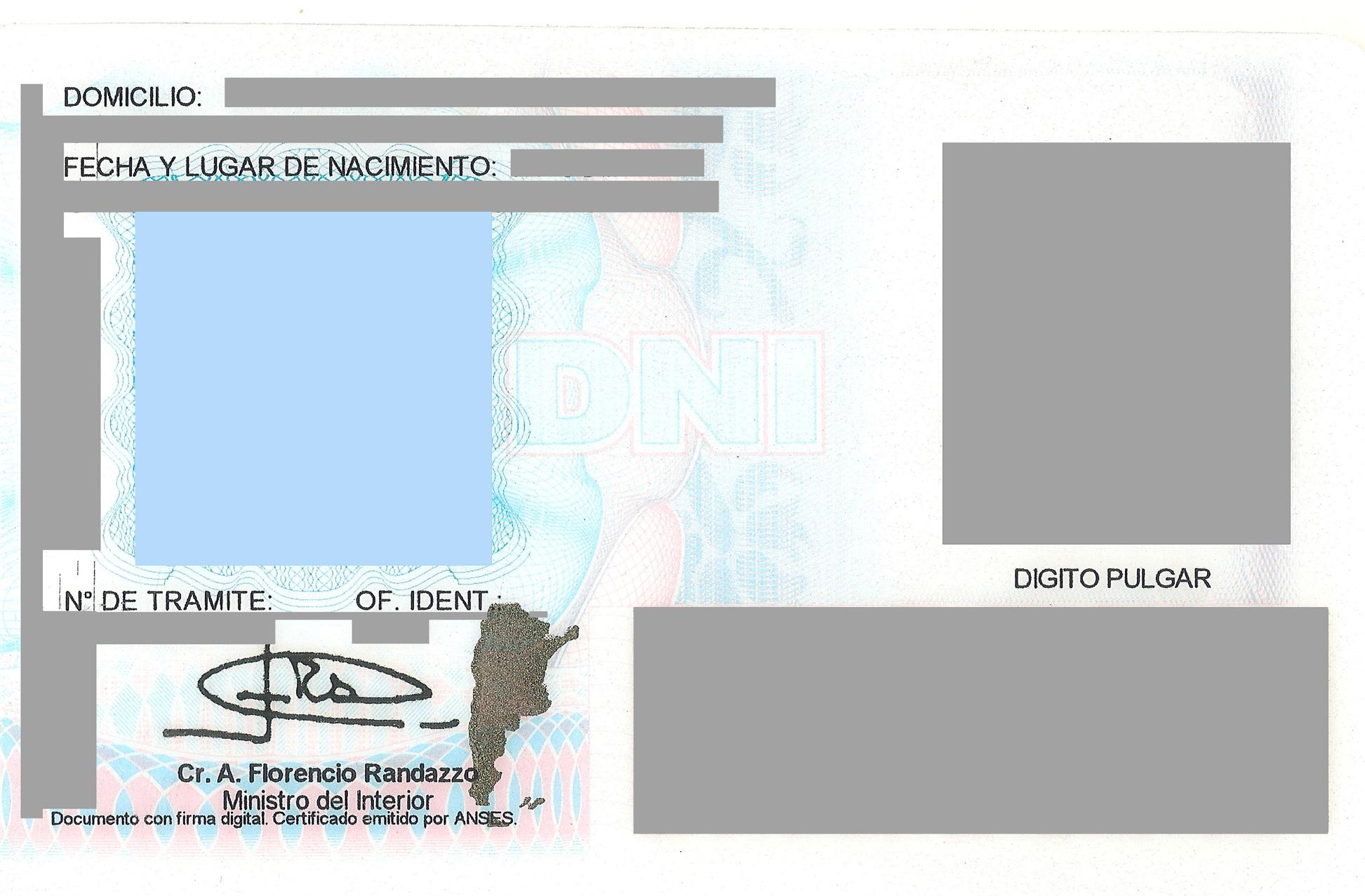
Retro della prima generazione della carta DNI, (2009-2012).
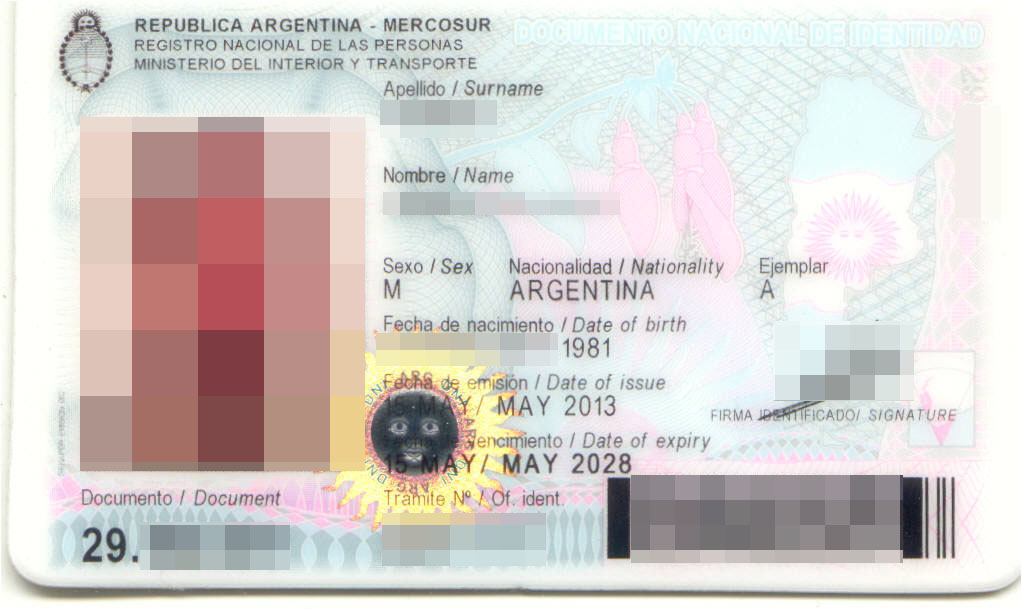
Copertina della seconda generazione del formato carta DNI (2012-2020).
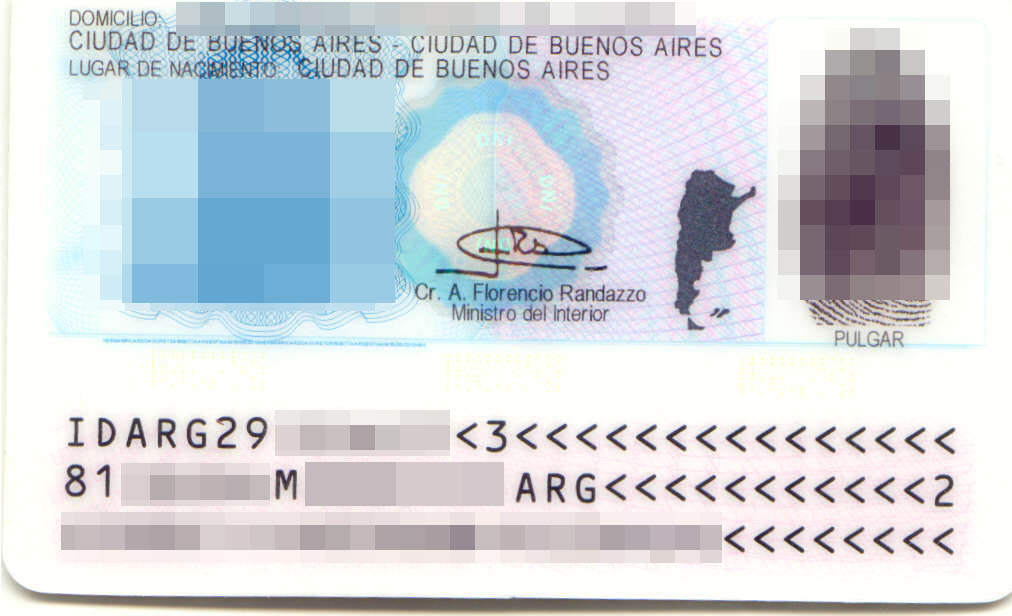
Retro della seconda generazione del formato carta DNI (2012-2020).
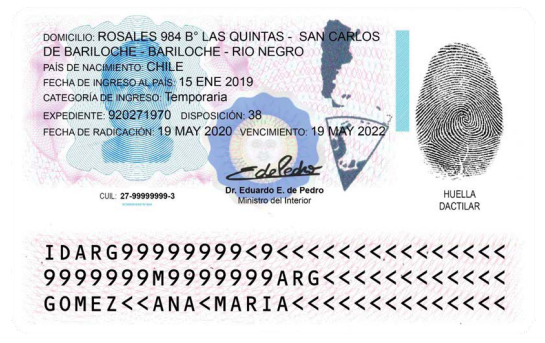
DNI argentino Rilasciato per un esemplare straniero temporaneo
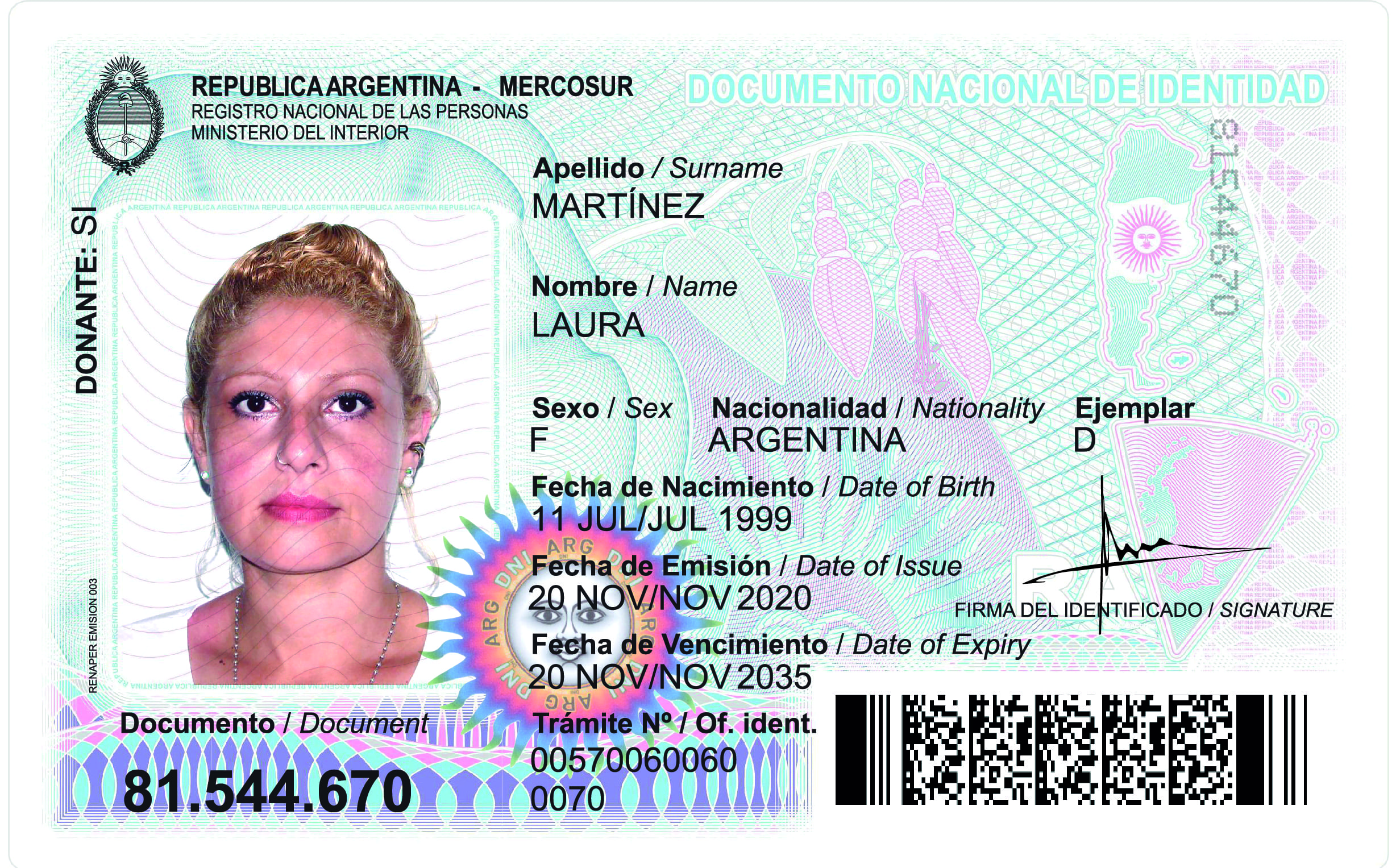
DNI argentino pre-biometrico, che includeva le Isole Falkland
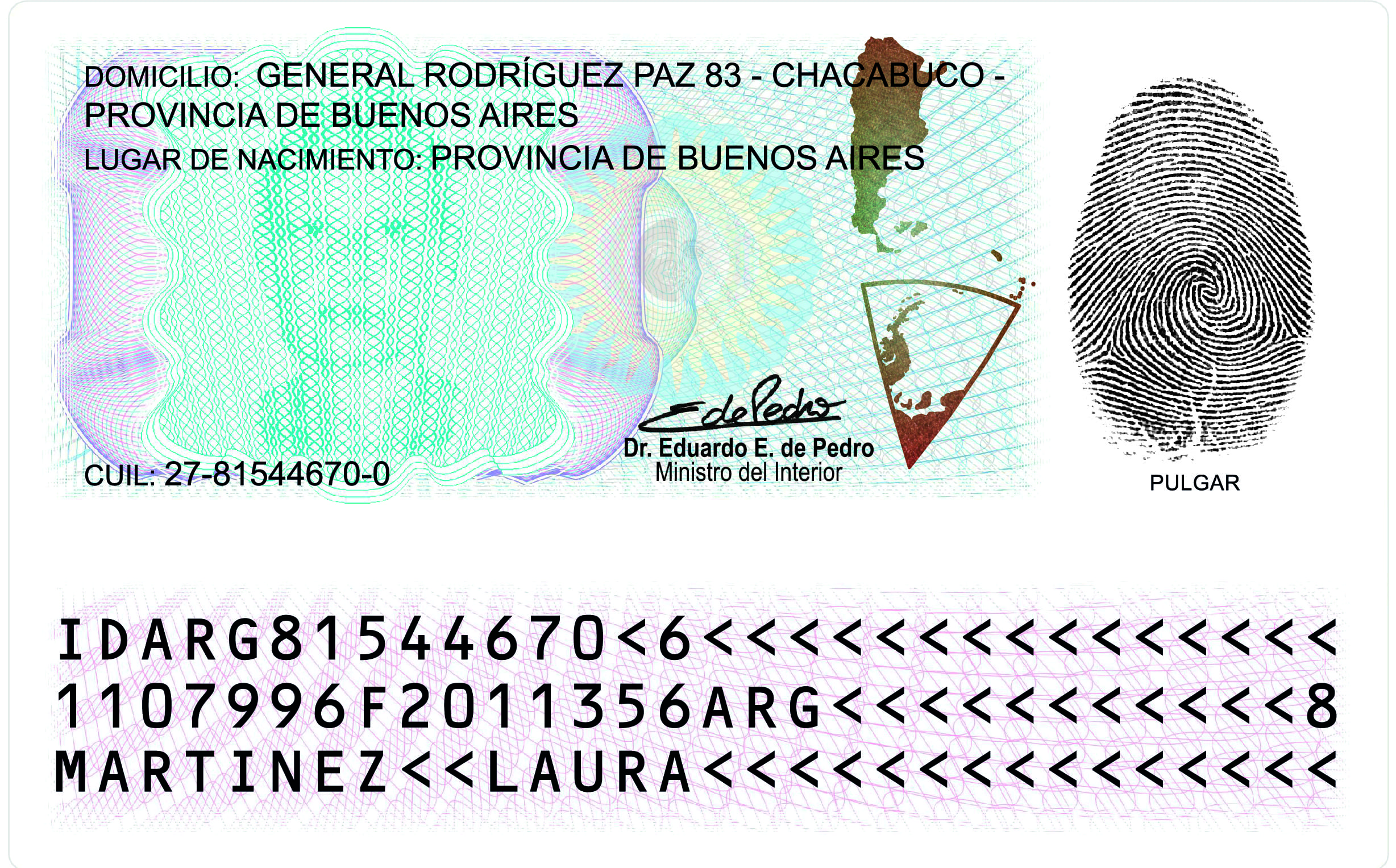
Rovescio del DNI argentino pre-biometrico, che comprendeva le Isole Malvinas

## Norma ISO 9001
Il Registro Nazionale delle Persone ha certificato il suo Sistema di Gestione della Qualità secondo i criteri della norma ISO 9001. Questo organismo è responsabile della produzione dei Documenti Nazionali d'Identità (DNI) e dei passaporti argentini.